# Kanana Koppal, Arkalgud
Kanana Koppal là một làng thuộc tehsil Arkalgud, huyện Hassan, bang Karnataka, Ấn Độ.